# Göteborg–Hallands Järnväg
Göteborg-Hallands Järnväg (GHB) var en enskild järnväg mellan Varberg och Göteborg. Största ägare var Bergslagernas Järnvägar som såg möjligheter till ökade intäkter om de kunde täppa till det glapp som fanns mellan Mellersta Hallands Järnväg och deras linje till Göteborg från Norge. På så sätt skulle det bildas en sammanhållen järnväg mellan Oslo och Köpenhamn via en ny färjelinje i Helsingborg. Ett statligt lån på 2 086 000 kr beviljades för järnvägen. Den 77 km långa sträckan stod klar 1888 och första tåg till färjeläget i Helsingborg gick 1892. Riksdagen var dock oroad över att en stor del av trafiken till kontinenten skulle hamna i enskilda händer, varför de förstatligade bolaget, tillsammans med de andra enskilda bolag som utgjorde kedjan mot syd längs kusten, för att bilda Västkustbanan 1896. Järnvägen byggdes med en rälsvikt av 24,5 kg/meter, största lutning 10 promille och minsta kurvaradie 356 meter.